# Pietrzkowice (gmina)
Pietrzkowice – dawna jednostkowa gmina wiejska w  woj. śląskim, także figurująca w ustawodawstwie polskim w latach 50. w woj. katowickim. Siedzibą władz gminy były Pietrzkowice (obecnie część Rydułtów).
Jako gmina jednostkowa gmina Pietrzkowice funkcjonowała za II Rzeczypospolitej w latach 1922–1945 w powiecie rybnickim w woj. śląskim.
1 grudnia 1945 na obszarze woj. śląskiego (z gminami jednostkowymi) utworzono gminy zbiorowe. Pietrzkowice, obok Rydułtów, weszły w skład nowo utworzonej gminy Rydułtowy; nie utworzono natomiast gminy zbiorowej Pietrzkowice.
Brak jednoznacznych informacji czy kiedykolwiek po wojnie istniała zbiorowa gmina Pietrzkowice. W wykazie gmin z 1946 roku Pietrzkowice nie są wymienione ani jako samodzielna gmina ani jako gromada gminy Rydułtowy, co sugeruje ich połączenie z Rydułtowami. Gmina Pietrzkowice figuruje natomiast w rozporządzeniu z 1950 roku, kiedy to miała być zniesiona i włączona do nowo utworzonego miasta Rydułtowy z dniem 1 stycznia 1951. Ponieważ brak jest jakichkolwiek informacji o istnieniu gminy o nazwie Krzyżkowice po wojnie (oprócz owego doraźnego rozporządzenia z 1950 roku), a oficjalne wykazy powojenne jej w ogóle nie wymieniają, sugeruje to że wyrażenie „gmina” w rozporządzeniu z 1950 roku mylnie nawiązuje do jednostki przedwojennej, t.zn. gminy jednostkowej Pietrzkowice (por. też gmina Krzyżkowice, gmina Orzepowice, gmina Paprocany, gmina Pstrążna, gmina Szczygłowice, gmina Wilkowyje, gmina Zamysłów, gmina Zielona, gmina Stelmachowo, Miasta w województwie białostockim w latach 1944–1950). 